# Instytut Gospodarki Magazynowej
Instytut Gospodarki Magazynowej – jednostka badawczo-rozwojowa powstała w 1978 r. w drodze przekształcenia Centralnego Ośrodka Gospodarki Magazynowej, ustanowiona w celu  prowadzenie prac naukowo-badawczych, rozwojowych i wdrożeniowych w dziedzinie gospodarki magazynowej.
Powstanie Instytutu miało ścisły związek z ustawą z 1961 r. o instytutach naukowo-badawczych.
Nadzór nad Instytutem sprawował Minister Gospodarki Materiałowej. Siedzibą Instytutu był Poznań. 

## Działania Instytutu
Przedmiotem działania Instytutu było prowadzenie prac badawczych, rozwojowych i wdrożeniowych w dziedzinie gospodarki magazynowej, a w szczególności prowadzenie:
- prac badawczych, rozwojowych i wdrożeniowych dotyczących organizacji, techniki i technologii gospodarki magazynowej,
- prac dotyczących rozwoju budownictwa magazynowego,
- badań dotyczących przechowalnictwa towarów,
- prac projektowych oraz konstrukcyjno-prototypowych dotyczących urządzeń magazynowych,
- badań nad ekonomiczną efektywnością gospodarki magazynowej,
- działalności w dziedzinie informacji naukowo-technicznej i ekonomicznej oraz wydawniczej i szkoleniowej.